# Mistrovství světa v jízdě na skibobech 2018
XXXIX. ročník Mistrovství světa v jízdě na skibobech 2018 se konal v německém středisku Lenggries od 1. března do 4. března 2018. Na programu šampionátu byl závod v super G, obřím slalomu, slalomu a kombinaci a to v kategorii mužů a žen.

## Medailové pořadí zemí
| Pořadí | Země           | Zlato | Stříbro | Bronz | Celkově |
| ------ | -------------- | ----- | ------- | ----- | ------- |
| 1.     | Česko (CZE)    | 7     | 3       | 1     | 11      |
| 2.     | Rakousko (AUT) | 1     | 3       | 6     | 10      |
| 3.     | Německo (GER)  | -     | 2       | 1     | 3       |
|        | Celkem         | 8     | 8       | 8     | 24      |

## Medailisté

### Muži
| Disciplína  | Zlato                     | Stříbro                       | Bronz                            |
| ----------- | ------------------------- | ----------------------------- | -------------------------------- |
| super G     | Pavel Čiháček Česko (CZE) | Roland Wlezcek Rakousko (AUT) | Markus Achleitner Rakousko (AUT) |
| obří slalom | Pavel Čiháček Česko (CZE) | Aleš Housa Česko (CZE)        | Roland Wlezcek Rakousko (AUT)    |
| slalom      | Pavel Čiháček Česko (CZE) | Aleš Housa Česko (CZE)        | Markus Achleitner Rakousko (AUT) |
| kombinace   | Pavel Čiháček Česko (CZE) | Aleš Housa Česko (CZE)        | Markus Achleitner Rakousko (AUT) |

### Ženy
| Disciplína  | Zlato                             | Stříbro                            | Bronz                              |
| ----------- | --------------------------------- | ---------------------------------- | ---------------------------------- |
| super G     | Claudia Hartlová Rakousko (AUT)   | Lisa Zaffová Rakousko (AUT)        | Stanislava Preclíková Česko (CZE)  |
| obří slalom | Stanislava Preclíková Česko (CZE) | Claudia Hartlová Rakousko (AUT)    | Silvia Steiningerová Německo (GER) |
| slalom      | Stanislava Preclíková Česko (CZE) | Silvia Steiningerová Německo (GER) | Claudia Hartlová Rakousko (AUT)    |
| kombinace   | Stanislava Preclíková Česko (CZE) | Silvia Steiningerová Německo (GER) | Claudia Hartlová Rakousko (AUT)    |